# Carice
Carice (em crioulo, Karis), é uma comuna do Haiti, situada no departamento do Nordeste e no arrondissement de Vallières.
De acordo com o censo de 2003, sua população total é de 10.200 habitantes.